# Ligamento plantar largo
 El ligamento plantar largo (ligamento calcaneocuboide largo; ligamento plantar largo superficial) es un ligamento largo en la parte inferior del pie que conecta el calcáneo con el hueso cuboides.

## Estructura
El ligamento plantar largo es el más largo de todos los ligamentos del tarso. Se une por detrás a la superficie plantar del calcáneo por delante de la tuberosidad, y por delante a la tuberosidad de la superficie plantar del hueso cuboides, continuándose las fibras más superficiales hacia delante hasta las bases del segundo, tercer y cuarto huesos metatarsianos.
Este ligamento convierte el surco de la superficie plantar del cuboides en un canal para el tendón del músculo peroneo largo.
Profundo a este ligamento se encuentra el ligamento calcaneocuboideo plantar.
El ligamento plantar largo separa las dos cabezas del músculo cuadrado plantar.